# Macrolobium unifoliolatum
Macrolobium unifoliolatum là một loài thực vật có hoa trong họ Đậu. Loài này được Cowan miêu tả khoa học đầu tiên.